# 徐申 (唐朝)
徐申（737年—806年），字维降，唐朝京兆府人。
徐申擢进士第，官至洪州长史。嗣曹王李皋讨伐李希烈，命徐申以长史行刺史事，任官称职，李皋表彰他的才其能，迁韶州刺史。韶州自从安史之乱後四十年，刺史以县为衙署，县令县丞杂处民间。徐申调查荒废的公田，募人给牛犁垦荒，以所收粮食一半交税一半留下，田不种地而肥力厚，一年收入三万斛。根据诸工程计算庸值，授给粟米多少不同，于是迁到过去的州城。不久，城门城墙恢复如初。创建驿馆候舍，开辟贸易大市，器用都齐具。州民去见观察使，以徐申有功于民，请为他建生祠，徐申坚持推让，观察使上奏，改任合州刺史。他刚到韶州，百姓只有七千户，过了六年，增加了一倍半。
横海军节度使程怀直分东光、景城二县置景州，请朝廷设刺史。河北的刺史不被中央任命已经三十年，唐德宗嘉赏程怀直之忠，以徐申为景州刺史。赐钱五十万，加节度副使。徐申转任邕管经略使。黄洞缔约供赋，不敢凶暴。一年后，贞元十八年（802年）八月，以邕管经略使徐申为广州刺史、岭南节度使。前任节度使去世，属吏盗印，签署任命府职一百多人。他害怕事泄，计划作乱。徐申发觉，将他杀死，牵连者不问。远地习俗以攻击劫掠自夸，徐申坚决禁止，于是不再犯。外蕃每年以珠、玳瑁、香、文犀渡海而来，徐申在常贡之外，未尝勒索，商贾于是富足。成都劉闢谋反，徐申上表表请发士兵五千，从马援故道爨蛮之地抵达蜀地，趁劉闢不备。唐宪宗同意，加检校礼部尚书，封东海郡公。诏书未至，元和元年（806年）三月，徐申去世，年七十岁。赠太子少保，谥号平。